# Липовецкий, Арон
Арон Липове́цкий (урожд. Александр Иосифович Липовецкий; род. 19 августа 1954, Чкалов, СССР) — советский, российский и израильский математик и поэт.

## Биография
Имя Арон было его вторым именем, не внесенным в свидетельство о рождении. Арон Липовецкий учился и работал в Свердловске с 1971 года. В 1976 году окончил курс УрГУ (Уральского гос. университета) по специальности математик-механик. 
Как математик, специализируется в геометрической оптимизации, в частности, в задачах раскроя и упаковки (Cutting & Packing). Разработал т. н. метод зон, для сведения задач оптимального раскроя к конечным вычислениям. Решил задачу вычисления оптимума для негильотинного прямоугольного раскроя. Эта работа отмечена Первой Премией УрО АН СССР (Уральское отделение Российской академии наук) за лучшую работу 1988 года. Распространил метод зон для вычисления оптимума в задаче раскроя parallelogram polyominos. Это единственный известный класс непрямоугольных объектов, для которого оптимум вычислим за конечное число операций.
Первой публикацией стихов Липовецкого стала книга-цикл «Стихи, записанные утром», изданная самиздатом в 1980 г. Позже переводы французских стихов Ф. И. Тютчева были опубликованы в многотиражной газете «За химическое машиностроение». Один из поэтов уральского андеграунда 1970—80-х годов.
В 1992 году репатриировался в Израиль. 

## Публикации
Публиковался в журналах «Урал» (в т.ч. экспериментальный номер1988, № 1), «Mикс» (ред. Илья Кормильцев), «22», «Вестник Европы», «Арион», «Иерусалимский журнал», «Гвидеон», «Новый свет», «Русское вымя», «Семь искусств» и других.
Участник «Антологии русского верлибра» (сост. К. Джангиров, М., 1991) и «Антологии, Израиль 2005».
Лауреат конкурса им. Ури-Цви Гринберга в номинациях за оригинальные стихи и за переводы с иврита.
Помимо регулярного стиха, для творчества Липовецкого характерны белый стих и верлибр.